# هذا هو سن الأربعين (فلم)
هذا هو سن الأربعين (بالإنجليزية: This Is 40) هو فيلم كوميدي أُصدر في الولايات المتحدة سنة 2012.

## طاقم التمثيل
- بول رود
- ليزلي مان
- جون ليثغو
- ميغان فوكس

## القصة
تدور أحداث الفيلم في إطار كوميدي يتناول قصة زوجين يتمتعان بحياة سعيدة، ولكن بلوغهما سن الأربعين سلب منهما إحساس السعادة.

## الميزانية والإيرادات
بلغت تكلفة إنتاج الفيلم حوالي 35 مليون دولار بينما حقق أرباحا تقدر بـ 88,058,786 دولار.

## روابط خارجية
- مقالات تستعمل روابط فنية بلا صلة مع ويكي بيانات